# Christoph Probst
Pour les articles homonymes, voir Probst.
Christoph Probst, né le 6 novembre 1919 à Murnau am Staffelsee et mort le 22 février 1943 à Munich, est un membre de la résistance allemande au nazisme pendant la Seconde Guerre mondiale.

## Biographie
Christoph Probst rencontre dans sa jeunesse Alexander Schmorell puis Hans Scholl et Willi Graf à la faculté de médecine de Munich, où il étudie. Il se marie et, au moment de son procès et de son exécution, il a trois enfants, âgés de trois ans, deux ans, et un nouveau-né qu'il ne connaîtra pas, sa femme étant alitée, atteinte de fièvre puerpérale. À cause de sa situation familiale, il essaya d'obtenir une grâce, et les jeunes Scholl appuyèrent sa demande en tâchant de prendre autant que possible sur eux la responsabilité des actes qui lui étaient reprochés, mais tous ces efforts n'eurent aucun succès.
Membre actif du mouvement allemand de résistance La Rose blanche (Die Weiße Rose), il est arrêté le 18 février 1943. C'est en prison qu'il demande le baptême et se convertit à la foi catholique. Il est condamné à mort en même temps que Hans Scholl et Sophie Scholl le 22 février 1943 lors d'un procès expéditif. Il est guillotiné le même jour.
Son beau-père, Harald Dohrn, sympathisant du groupe, sera lui aussi exécuté le 29 avril 1945 par un commando SS.